# رون وارد (لاعب كريكت)
رون وارد (بالإنجليزية: Ron Ward)‏ (7 مايو 1905 بأديلايد في أستراليا - 8 نوفمبر 2000 في أستراليا) هو لاعب كريكت أسترالي. لعب مع فريق تسمانيا للكريكت.

## وصلات خارجية
- رون وارد (لاعب كريكت) على موقع إي آس بي آن كريك إنفو (الإنجليزية)